# New Found Glory
New Found Glory — американская поп-панк-группа из Южной Флориды. Участники группы: Джордан Пандик (вокал), Чед Гилберт (гитара), Стив Клейн (гитара), Иан Грашка (бас-гитара) и Кир Болуки (ударные).
Коллектив образовался 11 июня 1997 года. На данный момент они выпустили 2 мини-альбома, 9 полноформатных альбомов, 1 альбом живого исполнения, 3 кавер-альбома, 2 видео-альбома, сборник лучших хитов и два совместных мини-альбома (с группами Shai Hulud и Dashboard Confessional). Они известны своим быстрым и энергичным стилем поп-панка и заслужили уважение поклонников своими живыми выступлениями.

## История

### Дебютный EP иNothing Gold Can Stay(1997—1999)
Группа собралась под названием «A New Found Glory» в середине 1997 г. в городе Корал Спрингз, штат Флорида. Джордан Пандик и Стив Кляйн начали вместе писать музыку. Затем к ним присоединился басист Иан Грашка и ударник Джо Морено. Последним в состав вошёл Чед Гилберт, бывший вокалист группы Shai Hulud. Поначалу квинтет играл в гараже у Грашки.
Первым релизом стал EP 1997 года It’s All About the Girls, на лейбле Fiddler Records. Вскоре после записи этого мини-альбома Морено ушёл из группы, и его место занял нынешний ударник Кир Болуки. С тех пор состав группы не менялся. Спустя немного времени на коллектив обратил внимание лейбл Eulogy Records. На нём и был выпущен первый полноформатный альбом группы, Nothing Gold Can Stay. Это произошло осенью 1999 года. Выход альбома и последующий тур обеспечили группе поддержку любителей поп-панка. После релиза название группы сменили на «New Found Glory», чтобы предотвратить путаницу в музыкальных магазинах.

### Кавер-EP, одноимённый альбом иSticks and Stones(2002—2003)
Независимый лейбл Drive-Thru Records обратил внимание на растущее количество поклонников группы и предложил подписать контракт. В 2000 году квинтет выпустил альбом каверов на песни из фильмов под названием From the Screen to Your Stereo. Отношения лейблов Drive-Thru и MCA Records позволили выпустить следующий, одноимённый альбом New Found Glory на более крупном лейбле MCA в том же году. Третий студийный альбом, Sticks and Stones, издан в 2002 г. Это сопровождалось появлением на Vans Warped Tour. Оба альбома стали «золотыми» по версии RIAA.

### Catalyst(2003—2005)
После периода отдыха и небольших выступлений на Honda Civic Tour с Good Charlotte и Simple Plan, New Found Glory выпустили альбом Catalyst в мае 2004 года Он достиг третьего места в Billboard 200 с продажами 146 000 копий в первую неделю.
Более тяжёлый стиль звучания, в котором чувствуется влияние металла и нью-вейва стал ответом на сравнение группы с некоторыми популярными коллективами в журналах и других СМИ. Вот что сказал Чед Гилберт: «Ну, когда вышел Sticks and Stones, и мы участвовали в Honda Civic Tour, нас сравнивали с такими группами, как Good Charlotte и Simple Plan, что нам очень не понравилось. Да, нас сравнивали с более популярными коллективами, но мы не поп-группа…». Песня «This Disaster» звучит в видеоигре Madden 2005. «At Least I’m Known for Something» можно услышать в Burnout 3: Takedown. Catalyst стал третьим «золотым» альбомом New Found Glory.

### Coming Homeи кавер-альбом (2005—2007)
После релиза Catalyst и тура в его поддержку группа взяла небольшой перерыв для подготовки к записи следующего альбома. 14 июня 2006 года Гилберт рассказал MTV.com, что следующий альбом будет называться «Coming Home», и выпуск его запланирован на 19 сентября 2006 года. Также он сказал, что первый сингл, «It’s Not Your Fault», будет издан приблизительно в июле 2006 года.
Альбом стал популярным, много критиков дали альбому позитивные оценки. Coming Home был включён в список «Essential Albums of 2006» (Самые значимые альбомы 2006 года) издания Alternative Press. Но тем не менее, синглов из этого альбома больше не было, а группа покинула Geffen Records. Впоследствии они критиковали этот лейбл. Затем New Found Glory подписали контракт с Epitaph Records. Басист Иан Грашка сказал: «Наша цель для следующего альбома — продать больше копий, чем было продано Coming Home. Мы счастливы, что сейчас мы с Epitaph. Наш менеджер от Geffen был просто бездушным инструментом в руках лейбла, поэтому большие продажи нового диска будут подобны ‘Fuck You’, адресованному ему».
From the Screen to Your Stereo, Part II, ставший продолжением мини-альбома From the Screen to Your Stereo, был издан 18 сентября 2007 года на лейбле Drive-Thru Records. Это уже полноформатный альбом, состоящий из 11 песен, плюс один бонус-трек для японского издания и версии от iTunes. Единственный сингл из этого альбома — «Kiss Me».

### Hits,Tip of the Iceberg EP,Not Without a Fight(2008—наши дни)
18 марта 2008 года вышла компиляция лучших песен группы, названная «Hits». В ней присутствуют две ранее неизданные песни: «Situations» и «Constant Static». Этот альбом стал последним релизом на Drive-Thru/Geffen Records. В апреле 2008 года была издана компиляция из серии Punk Goes… под названием Punk Goes Crunk, в которой присутствовала композиция New Found Glory — кавер на песню Tennessee группы Arrested Development. До этого группа записала другой кавер — «Heaven», для сборника Punk Goes Metal.
29 апреля 2008 года группа издала EP на лейбле Bridge 9 Records. На нём есть как новый материал, так и кавер-версии песен классических хардкор-панк групп. EP, названный Tip of the Iceberg, был издан на CD, 7’’ виниле и в электронном виде. CD содержит дополнительный диск от The International Superheroes of Hardcore, под именем Takin’ It Ova! The ISHC — это сайд-проект всех участников группы, в котором Гилберт — вокалист, а Пандик играет на гитаре. Остальные участники играют на тех же инструментах, что и в New Found Glory. Все участники используют сценические псевдонимы в The ISHC (к примеру, Гилберт — «Капитан Straight edge»). Также был снят видеоклип специально для интернета на песню «Dig My Own Grave» с режиссёром Джозефом Пэттиселлом.
Шестой студийный альбом, Not Without a Fight, был издан 10 марта 2009 года. Продюсером выступил Марк Хоппус. Альбом выпустили на лейбле Epitaph Records. Хоппус заявил, что возлагает на этот альбом большие надежды и ему понравилось работать с NFG. Первым синглом из альбома стал «Listen to Your Friends». Видеоклип на него был снят в Лос-Анджелесе. Сингл был издан 22 декабря в Великобритании и на день позже в США.
Затем группа записала и выпустила совместный EP с Shai Hulud. Он называется Not Without a Heart Once Nourished by Sticks and Stones Within Blood Ill-Tempered Misanthropy Pure Gold Can Stay, и продавался только во время тура Not Without a Fight. Было сделано всего 400 копий, все — только для продажи на выступлениях Shai Hulud и NFG.
В июне 2012 года New Found Glory выпустили видеоклип "Summer Fling, Don't Mean A Thing".
11 декабря 2013 года на официальной странице в Facebook появилась информация, что по причине личных разногласий группу покинул гитарист Стив Клейн.

## Музыкальный стиль и влияния
Группа играет типичный поп-панк, а в последних релизах часто смешивает его с элементами хардкора. Наиболее ярко это выражает мини-альбом Tip of the Iceberg. В альбоме Coming Home у группы более классический стиль рока с не очень быстрыми мелодиями.
Ритм-гитарист Стив Кляйн является основным автором стихов, в то время как Чед Гилберт обычно сочиняет музыку. Кляйн говорил, что в каждом альбоме участники пытаются записать что-то новое, не похожее на предыдущие релизы.
Большое влияние, по словам участников NFG, на них оказали хардкор группы Hatebreed и Madball, а также поп-панк-группа Green Day. Группе Madball посвящена композиция The ISHC — «Madball’s Got Our Back», а в клипе «Listen to Your Friends» Пандик носит футболку с логотипом Madball.
Группа оказала значительное влияние на стиль изикор, представляющий собой смесь поп-панка с хардкором. Организованный группой в 2008 году Easycore Tour дал название жанру. Также не исключено то, что группа является основателем жанра.

## Видеоклипы
Первый клип группы, «Hit or Miss», был сначала снят с очень маленьким бюджетом. В нём участников ловит полицейский, к примеру Иана — за покупку дисков Backstreet Boys, а Кира — за появление на улице со спущенными штанами. На версию песни из альбома 2000 года также был снят клип, в котором участники просыпаются все вместе в одной квартире, и спешат на выступление, по пути попадая в забавные ситуации. На другой сингл из этого альбома, «Dressed to Kill», тоже был снят клип, повествующий о парне, влюблённом в девушку, которую играет актриса Рэйчел Ли Кук. В следующем видеоклипе, на композицию «My Friends Over You», группа играет перед своими поклонниками на сцене. В видео есть шутки и пародии. В клипе есть камео трёх участников группы Transplants (Трэвис Баркер, Тим Армстронг и Роб Астон), а также Броди Делл из The Distillers. Момент, когда все вокруг застывают, а гитарист движется очень быстро — пародия на клип System of a Down — «Toxicity». Следующее видео — на песню «Head on Collision», оно снято в стиле старой комедии. Клип «All Downhill from Here» снят в том же стиле, что и обложка альбома Catalyst. Видео сделано при помощи французских аниматоров No Brain. Они создали анимационный мир, населённый странными существами, в котором и играет New Found Glory. В клипе «Failure’s Not Flattering» участники группы оказываются очень маленькими, в то время как оживают обложки журналов и экран телевизора. Клип на песню «I Don’t Wanna Know» рассказывает о сложных взаимоотношениях молодой пары, показывая разные периоды их жизни в одном месте — на скамейке в парке. Этот клип — пока единственное видео группы без юмористических моментов. В клипе «It’s Not Your Fault» парень с девушкой просыпаются и, почти не одевшись, выходят на улицу. Пока пара прогуливается, они постепенно находят всю свою остальную одежду, и в итоге одеваются полностью. В эпизодических ролях появляются и участники группы. Клип «Kiss Me» снят в Линкрофте, штат Нью-Джерси. В нём NFG играют на вечеринке, а главный герой клипа — молодой человек, которого сыграл Чейз Доддз, ударник коллектива Classic Addict. Также в клипе появляется Хейли Уильямс, вокалистка группы Paramore. В последнем на данный момент видеоклипе «Listen to Your Friends» участники группы выступают в роли бойцов на турнире боёв без правил. Срежиссировал клип Мейер Ави, он же делал и клипы «Failure’s Not Flattering» и «All Downhill from Here».

## Участники группы

### Нынешние участники
- Джордан Пандик (Jordan Pundik) — вокал (1997 — наши дни)
- Чед Гилберт (Chad Gilbert) — гитара, бэк-вокал, композитор (1997 — наши дни)
- Иан Грашка (Ian Grushka) — бас-гитара (1997 — наши дни)
- Кир Болуки (Cyrus Bolooki) — ударные (1997 — наши дни)

### Бывшие участники
- Джо Морено (Joe Moreno) — ударные (1997)
- Стив Клейн (Steve Klein) — ритм-гитара, основной автор текстов (1997—2013)

### Участники в турах
- Джеймс Дьюи (James Dewees) — клавишные (2004—2005)
- Энтони Ранери (Anthony Raneri) — гитара (2010)
- Майкл Бетанкор (Michael Bethancourt) — клавишные (2005 — наши дни)

## Лейблы
- Fiddler Records (1997)
- Eulogy Records (1999)
- Drive-Thru Records/Geffen Records (2000—2007)
- Bridge 9 Records (2008)
- Epitaph Records (2009—2013)
- Hopeless Records (2014 — наши дни)

## Дискография

### Студийные альбомы
- Nothing Gold Can Stay (1999)
- New Found Glory (2000)
- Sticks and Stones (2002)
- Catalyst (2004)
- Coming Home (2006)
- Not Without a Fight (2009)
- Radiosurgery (2011)
- Resurrection (2014) (позже переиздан и дополнен Resurrection: Ascension (2015))
- Makes Me Sick (2017)
- Forever + Ever x Infinity (2020)
- December’s Here (2021)
- Make the Most of It (2023)